# مگس‌عقربان صورت‌کوتاه
مگس‌عقربان صورت‌کوتاه (نام علمی: Panorpodidae) نام یک تیره از راسته منقارسران است.